# Tales of the Jedi: The Freedon Nadd Uprising
Tales of the Jedi: The Freedon Nadd Uprising és una història en dues parts de la sèrie de còmics basada en el Període de l'Antiga República de Star Wars, editada als Estats Units per l'editorial Dark Horse, que també es va editar més endavant al Regne d'Espanya sota el títol de Relatos de los Jedi: El alzamiento de Freedon Nadd.
La sèrie, que pretenia ser un curt nexe entre l'anterior Tales of the Jedi: Knights of the Old Republic i la següent que es diria Tales of the Jedi: Dark Lords of the Sith, va arrasar en vendes i és pràcticament impossible obtenir-ne un exemplar; les poques publicacions que es venen és per preus prou alts.
Dark Horse va publicar el primer volum l'un d'agost de 1994 i el segon l'1 de setembre del mateix any. El recopilatori no eixiria a la venda fins a finals de 1997. Forma part de la sèrie de còmics de Tales of the Jedi.

## Història
Una secta Sith sembla operar a Onderon, dirigida pels restant membres de la família real antany governant. El Jedi Ulic Qel-Droma i la Jedi Nomi Sunrider hauran de descobrir que l'ombra de l'esperit Sith Freedon Nadd és el veritable cervell de l'operació que pretén sumir al llunyà món sota el puny del Costat Fosc.

### Noves aparicions
- Vodo-Siosk Baas
- Shoaneb Culu
- Dace Diath
- Kith Kark
- Aleema Keto
- Satal Keto
- Netus
- Warb Null
- Ommin
- Qrrrl Toq

## Apartat tècnic
Tom Veitch és de nou el guionista d'aquesta sèrie i els artistes canvien: als llapis tenim treballant conjuntament a Tony Akins i a Denis Rodier.